# PKCS11
PKCS#11標准定義了與密碼令牌（如硬件安全模塊（HSM）和智能卡）的獨立於平台的API，並將API本身命名為“Cryptoki”（來自“加密令牌接口”，發音為“crypto-key” - 但是“PKCS＃11”通常用於指代API以及定義它的標準）。
API定義了最常用的加密對像類型（RSA密鑰，X.509證書，DES / 三重DES密鑰等）以及使用，創建/生成，修改和刪除這些對象所需的所有功能。

## 用法
大多數商業認證機構軟件使用PKCS＃11訪問CA簽名密鑰或註冊用戶證書。需要使用智能卡的跨平台軟件使用PKCS＃11，例如Mozilla Firefox和OpenSSL（使用擴展）。它也用於訪問智能卡和HSM。為Microsoft Windows編寫的軟件可能會使用平台特定的MS-CAPI API。雙方的Oracle Solaris和Red Hat Linux中包含用於實現由應用程序，也是如此。

## 關係KMIP
該密鑰管理互操作協議（KMIP）定義了具有類似的功能的PKCS＃11 API一個有線協議。這兩個標準最初是獨立開發的，但現在由OASIS技術委員會管理。PKCS＃11和KMIP委員會的明確目標是在切實可行的情況下對準標準。例如，PKCS＃11敏感和可提取屬性正在添加到KMIP 1.4版本中。兩個技術委員會成員之間有相當大的重疊。